# Vênus de Hohle Fels
A Vênus de Hohle Fels (também conhecida como "Vênus de Schelklingen") é uma estatueta de Vênus esculpida em marfim de mamute. Ela foi encontrada em 2008 perto da cidade de  Schelklingen, na Alemanha, e possui cerca de 35.000–40.000 anos de idade, pertencendo, portanto, ao período Paleolítico Inferior associado com Australopitecos, Pithecanthropus erectus, Sinanthropus pekinenses, Paleantropos, Homo heidelbergensis, Javantropos, Homo neanderthalensis.
A estatueta é o mais sólido e antigo indício de figurativismo humano pré-histórico já descoberto de arte pré-histórica, perdendo só para a estatueta do Homem-Leão, que é antropomórfica. A Vênus foi examinada em 2011, na Universidade de Tubinga, Alemanha, e na época discutia-se a possibilidade de deixá-la junto com outras descobertas, aos cuidados de um novo museu na região de Suábia, no sul do país. Encontra-se conservada no Museu Pré-Histórico de Blaubeuren (Urgeschichtliches Museum Blaubeuren).

## Sítio arqueológico
A região dos Alpes Suábios possui várias cavernas com artefatos feitos de restos de marfim de mamutes feitos; eles foram criados no Paleolítico Superior, e registram-se, até a determinada data, vinte itens encontrados, dentre os quais se encontra a estátua do Homem-Leão, citada anteriormente. O arqueologista Nicholas J. Conard supõe que os seres humanos do Período Aurignaciano que habitavam nos Alpes Suábios podem ter sido os inventores não só da arte figurativa e da música, mas possivelmente também de uma religião paleolítica primitiva. A equipe do arqueólogo também encontrou, a 70 cm de distância da Estatueta de Vênus, uma flauta de ossos de abutre. Na mesma camada da gruta arqueológica, também forem encontrados ossos esculpidos, restos de pedra talhada, mármore esculpido, e restos mortais de tarpans, renas, ursos-das-cavernas, mamutes-lanosos, e  íbexes dos alpes.

## Descoberta
A descoberta da Vênus de Hohle Fels indica que os primeiros seres humanos modernos produziam arte figurativa há mais tempo do que se pensava, e demonstra que várias obras de arte foram produzidas ao longo do Período Aurignaciano.
A estatueta foi encontrada em setembro de 2008, na gruta arqueológica de Hohle Fels ("rocha oca" em alemão suábio), perto de Schelklingen, a aproximadamente 15 km a oeste da cidade de Ulm, no estado alemão de Baden-Württemberg, localizado no sudoeste do país. Ela estava a uma distância de 20 metros da entrada da caverna, e a 3 metros abaixo da terra. Também foi encontrada por perto uma flauta de osso que data de 42.000 anos, e é, incontestavelmente, o instrumento mais antigo conhecido até agora.

## Descrição
A estatueta foi esculpida a partir das presas de um mamute-lanoso e foi encontrada em fragmentos. Seis deles foram recuperados, faltando somente o braço esquerdo e o ombro. Na cabeça da estatueta – que provavelmente demorou "dezenas, senão milhares de horas" para esculpir – foi encontrada uma protusão perfurada, o que indica que ela pode ter sido usada como um amuleto.

## Propósito da estátua
O arqueólogo britânico Paul Mellars, da Universidade de Cambridge, disse que, pelos padrões atuais, a estatueta é "quase pornográfica". Nicholas Conard, o descobridor da estátua, disse: "Esta [estatueta] representa o sexo e a reprodução... uma representação muito poderosa da essência de ser mulher". Em contrapartida, antropólogos noruegueses da Universidade Victoria de Wellington sugerem que as estatuetas não são representações de beleza, mas da "esperança pela sobrevivência e longevidade dentro de comunidades bem-alimentadas e bem-sucedidas.

## Leitura complementar
- Cook, Jill (2013), Ice Age Art: the Arrival of the Modern Mind; [... to accompany the exhibition of the British Museum from 7 February to 26 May 2013]. London: British Museum Press. ISBN 978-0-7141-2333-2